# Dumitru Popescu (Politiker)
Dumitru Popescu (* 18. April 1928 in Turnu Măgurele, Kreis Teleorman; † 22. November 2024) war ein rumänischer Journalist, Schriftsteller und Politiker der Rumänischen Kommunistischen Partei PMR (Partidul Muncitoresc Român) und ab 1965 PCR (Partidul Comunist Român), der unter anderem zwischen 1969 und 1974 sowohl Mitglied des Sekretariats als auch des Exekutivkomitees des Zentralkomitees (ZK) der PCR war sowie von 1974 bis 1989 als Mitglied dem Politischen Exekutivkomitee des ZK der PCR angehörte. Neben seiner langjährigen journalistischen und politischen Tätigkeit ist Popescu auch Verfasser zahlreicher Romane, Essays und Reiseberichte.

## Leben

### Journalist und Abgeordneter
Popescu trat 1948 als Mitglied der Union der kommunistischen Jugend UTC (Uniunea Tineretului Comunist), dem Jugendverband der Partei, bei und war von 1950 bis 1956 als Redakteur der Zeitschrift Contemporanul. Während dieser Zeit absolvierte er auch ein Studium am Institut für Wirtschaftswissenschaften und Planung in Bukarest. Im November 1955 wurde er Mitglied der damaligen Kommunistischen Partei PCR (Partidul Comunist din România) und absolvierte 1956 weitere Kurse an der Hochschule für Sozialwissenschaften „Andrei Alexandrowitsch Schdanow“.
Im Juli 1956 wurde Popescu Chefredakteur Scânteia Tineretului, des Organs der aus der UTC hervorgegangenen Union der jungen Werktätigen UTM (Uniunea Tineretului Muncitor). Im Anschluss übernahm er 1960 die Funktion als Generaldirektor der Nachrichten- und Presseagentur AGERPRES (Agenția Națională de Presă), die er bis zum 29. Juni 1962 bekleidete. Danach war er vom 29. Juni 1962 bis zum 6. Februar 1965 Mitglied und Vizepräsident des Exekutivbüros des Staatlichen Komitees für Kultur und Künste.
1965 wurde er erstmals Mitglied der Großen Nationalversammlung (Marea Adunare Națională) und gehörte dieser bis zum 22. Dezember 1989 an. Er vertrat dort bis 1969 den Wahlkreis Făget, danach zwischen 1969 und 1975 den Wahlkreis Arad-Sud sowie von 1975 bis 1980 den Wahlkreis Alba-Iulia, ehe er zuletzt von 1980 bis 1985 den Wahlkreis Copou sowie zwischen 1985 und dem 22. Dezember 1989 den Wahlkreis Reghin vertrat. Während seiner Parlamentszugehörigkeit fungierte er zeitweise als Vizepräsident des Außenpolitischen Ausschusses sowie als Mitglied des Nationalen Interparlamentarischen Komitees.

### Chefredakteur vonScânteia, ZK-Mitglied und ZK-Sekretär
Anschließend wurde Popescu 1965 Chefredakteur der Tageszeitung Scânteia, des Zentralorgans der PCR, und übte diese Funktion bis 1968 aus. Er wurde auf dem neunten Parteitag der PCR vom 19. bis 24. Juli 1965 Kandidat des ZK der PCR. Am 12. August 1969 wurde er Mitglied des ZK der PCR, dem er bis zur rumänischen Revolution am 22. Dezember 1989 angehörte. Zugleich wurde er Mitglied des Sekretariats des ZK der PCR, nachdem er bereits seit Dezember 1968 als ZK-Sekretär fungierte, sowie Mitglied des Exekutivkomitees des ZK und gehörte diesen Gremien bis zum 28. November 1974 an.
Gleichzeitig fungierte er vom zwischen dem 18. März und dem 15. September 1971 erstmals als Präsident des Nationalrates der Rundfunkgesellschaft Radioteleviziunii Române, ehe er anschließend vom 15. September 1971 bis zum 8. November 1976 Präsident des Rates für sozialistische Kultur und Erziehung war. Zugleich bekleidete er seit dem 24. September 1971 die Funktion als Präsident des Staatlichen Komitees für Kultur und Kunst und war daneben auch seit 1971 Mitglied des Nationalrates der Sozialistischen Einheitsfront FUS (Frontului Unitâții Socialiste), der für die Aufstellung der Kandidatenlisten zu den Wahlen verantwortlichen Organisation.

### Mitglied des Politischen Exekutivkomitees
Auf dem elften Parteitag der PCR vom 24. bis 27. November 1974 wurde Popescu Mitglied des Politischen Exekutivkomitees des ZK und gehörte diesem obersten Führungsgremium der Partei bis zur rumänischen Revolution am 22. Dezember 1989 und dem damit verbundenen Sturz von Nicolae Ceaușescu an.
Gleichzeitig war er vom 8. November 1976 bis zum 25. August 1978 erneut Präsident des Nationalrates der Rundfunkgesellschaft Radioteleviziunii Române und fungierte seit dem 26. Dezember 1977 wieder als Sekretär des ZK und war als solcher auch Leiter der Presseabteilung des ZK sowie des Komitees für Presse und Verlagswesen, das auch für die zentralen Parteiorgane Scânteia und Era Socialistă, die Presse- und Nachrichtenagentur AGERPRES, aber auch die Beziehungen zu Massen- und Nicht-Regierungsorganisationen zuständig war.
Zuletzt war Popescu von 1981 bis zur rumänischen Revolution am 22. Dezember 1989 Rektor der Academia Ștefan Gheorghiu, der Akademie für Sozial- und Politikwissenschaften.
Er starb im Alter von 96 Jahren am 22. November 2024.

### Ehrungen und Auszeichnungen
Für seine langjährigen Verdienste wurde Popescu mehrfach ausgezeichnet und erhielt unter anderem 1957 den Orden der Arbeit Dritter Klasse (Ordinul Muncii), 1959 den Orden der Arbeit Zweiter Klasse, 1964 den Stern der Volksrepublik Rumänien Vierter Klasse (Ordinul Steaua Republicii Populare Române), 1966 den Orden Tudor Vladimirescu Dritter Klasse (Ordinul Tudor Vladimirescu), 1971 den Stern der Sozialistischen Republik Rumänien Erster Klasse (Ordinul Steaua Republicii Socialiste România), 1981 den Orden der Arbeit Erster Klasse, 1981 den Orden 23. August Erster Klasse (Ordinul 23. August) sowie 1984 die Medaille zum 40. Jahrestag der Revolution und der sozialen und nationalen, antifaschistischen und antiimperialistischen Befreiung (Medalia „A 40-a aniversare a revoluției de eliberare socială și națională, antifascistă și antiimperialistă“).

## Veröffentlichungen
Neben seiner langjährigen journalistischen und politischen Tätigkeit war Popescu auch Verfasser zahlreicher Romane, Essays und Reiseberichte. Zu seinen bekanntesten Veröffentlichungen gehören:
- Impresii de Călător. Prin Egipt, Irak și Cuba, Reiseberichte, 1962
- Drumuri europene, Reiseberichte, 1965
- Biletul la control!, Essays, 1968
- Pentru cel ales, Gedichte, 1968
- Un om în Agora, Gedichte, 1972
- Ieșirea din labirint, Essays, 1973
- Gustul sîmburelui, Gedichte, 1974
- Raza de cobalt, Gedichte, 1979
- Pumnul și palma, Romantrilogie, 1980–1982 (Odimineață înșelâtoare, Band 1, 1980; Ochiul ci clopului, Band 2, 1981, Marșul cariatidelor, Band 3, 1982)
- Muzeul de ceară, Roman, 1984
- Cenușa din ornic, Roman, 1988
- Insomnia dra gonului, Gedichte, 1989